# Емілій Макр
Емілій Макр (лат. Aemilius Macer; ? — 16 до н. е.) — латинський дидактичний поет та науковець часів ранньої Римської імперії.

## Життєпис
Походив з родини вільновідпущеників. Народився у м. Верона. Отримав класичну освіту. Замолоду перебрався до Риму. Дружив з Вергілієм і Тібуллом. Овідій у «Скорботних елегіях» згадує, що ще юнаком він слухав Макра, який декламував свої твори, і захоплювався ним. Помер у Римі у 16 році до н. е.

## Творчість
Макр писав дидактичні поеми за зразком александрійських поетів. Сюжетом поеми «Орнітогонія» були перетворення людей у птахів і ворожіння по пташиному польоту. У «Феріакі» Макр писав про укуси отруйних змій і тварин, використовуючи відомий твір грецького поета Нікандра з Колофона, а в поемі «Про трави» — про лікарські рослини. Твори Макра використовував Вергілій, а також Лукан.
Макр був також джерелом відомостей для Плінія Старшого, який на нього посилається. У середньовіччі Макра вважали великим знавцем таємниць природи. Від названих творів Макра збереглися розрізнені фрагменти.